# 林咨益
林咨益（1574年—1626年），字养异，号澹寧，福建莆田縣人，明末政治人物，同進士出身。

## 生平
萬曆二十八年庚子（1600）始以《禮記》魁于乡，萬曆四十四年丙辰（1616）丁顾太恭人憂，归庐子舍，独奉生母余太孺人。四十六岁中萬曆四十七年（1619年）己未科進士，工部觀政，四十八年授行人，天啓五年考选，擢刑部河南司主事，天启六年卒，年五十三。

## 家族
曾祖林仲瞻，學正。祖父林國富。父林大黼，字朝介，嘉靖壬子舉人，歷任户部郎中、铜仁府知府。
元配方孺人，督学訒庵方沆之女。男二，长腾霄，以钱塘抚榇归，后十日从父逝。次即昂霄，以父命为伯氏后。堂弟林震元，万历己酉舉人，官信豐知縣。